# Kevin Alejandro
Kevin Michael Alejandro (n. 7 aprilie 1976, San Antonio, Texas, SUA) este un actor și regizor de film american. Este cunoscut pentru rolurile sale ca Nate Moretta în drama criminală⁠(d) TNT Southland, Forklift Mike în serialul NBC Parenthood, Jesús Velázquez în thriller-ul supranatural HBO True Blood, Sebastian Blood / Brother Blood în seria cu supereroi The CW Arrow și ca detectivul Daniel Espinóza în serialul supranatural dramatic de comedie de crimă de fantezie urbană Fox/Netflix Lucifer.

## Filmografie

### Film
| An   | Titlu                                                    | Rol              | Note                 |
| ---- | -------------------------------------------------------- | ---------------- | -------------------- |
| 2002 | Purgatory Flats                                          | Owen Mecklin     |                      |
| 2003 | Graduation Night                                         | Fishman          |                      |
| 2008 | Creature of Darkness                                     | Emillio          |                      |
| 2009 | Wake                                                     | Detectiv Daniels |                      |
| 2009 | Crossing Over                                            | Gutierrez        |                      |
| 2011 | The Legend of Hell's Gate: An American Conspiracy        | August Edwards   |                      |
| 2011 | Red State                                                | Harry            |                      |
| 2011 | Cassadaga                                                | Mike             |                      |
| 2013 | Medeas                                                   | Noah             |                      |
| 2015 | Safelight                                                |                  |                      |
| 2016 | Take Me Home                                             | —                | Regizor; scurtmetraj |
| 2018 | Bedtime Story                                            | —                | Regizor; scurtmetraj |
| 2020 | The Lost Husband                                         | Danny            |                      |
| 2022 | Aristotle and Dante Discover the Secrets of the Universe | Sam Quintana     |                      |

### Televiziune
| An           | Titlu                                      | Rol                             | Note                                                                                               |
| ------------ | ------------------------------------------ | ------------------------------- | -------------------------------------------------------------------------------------------------- |
| 2003         | Crossing Jordan                            | Connor Marshall                 | Episodul: "Fire and Ice"                                                                           |
| 2003         | Las Vegas                                  | Ray Duran                       | Episodul: "Pros and Cons"                                                                          |
| 2004         | Dr. Vegas                                  | Raul Ortiz                      | Episodul: "Advantage Play"                                                                         |
| 2004         | Charmed                                    | Malvoc                          | Episodul: "There's Something About Leo"                                                            |
| 2004–05      | The Young and the Restless                 | Dominic Hughes                  | 15 episoade                                                                                        |
| 2005         | 24                                         | Kevin McCollin                  | 3 episoade                                                                                         |
| 2005         | JAG                                        | Corporal Jude Dominick          | Episodul: "Fit for Duty"                                                                           |
| 2005         | Alias                                      | Cesar Martinez                  | Episodul: "The Orphan"                                                                             |
| 2005         | CSI: New York                              | Tom Martin                      | Episodul: "Crime and Misdemeanor"                                                                  |
| 2005         | Threshold                                  | Marcus                          | Episodul: "Pulse"                                                                                  |
| 2005         | Medium                                     | Jason Morrow                    | Episodul: "Still Life"                                                                             |
| 2006         | E-Ring                                     | Miguel Carrera                  | Episodul: "The General"                                                                            |
| 2006         | Without a Trace                            | Casey Miller                    | Episodul: "The Road Home"                                                                          |
| 2006         | Big Love                                   | The Hustler                     | Episodul: "Eviction"                                                                               |
| 2006         | CSI: Miami                                 | Carlos Santigo                  | Episodul: "One of Our Own"                                                                         |
| 2006         | NCIS: Naval Criminal Investigative Service | Jaime Jones                     | Episodul: "Driven"                                                                                 |
| 2006         | Faceless                                   | Lucas Renosa                    | Film TV                                                                                            |
| 2006–07      | Sleeper Cell                               | Benito "Benny" Velasquez        | 7 episoade                                                                                         |
| 2006–07      | Ugly Betty                                 | Santos                          | 8 episoade                                                                                         |
| 2007         | Drive                                      | Winston Salazar                 | 6 episoade                                                                                         |
| 2007–08      | Shark                                      | Danny Reyes                     | 16 episoade                                                                                        |
| 2008         | Sons of Anarchy                            | Esai Alvarez                    | Episodul: "The Pull" & "Hell Followed"                                                             |
| 2008         | Burn Notice                                | Raul                            | Episodul: "Turn and Burn"                                                                          |
| 2008–09      | Weeds                                      | Rudolpho Mason                  | 4 episoade                                                                                         |
| 2009         | Knight Rider                               | Victor Galt                     | Episodul: "I Love the Knight Life"                                                                 |
| 2009         | Heroes                                     | Agent Jenkins                   | "Chapter Eight 'Into Asylum'"                                                                      |
| 2009         | Drop Dead Diva                             | Michael Fernandez               | Episodul: "Lost and Found"                                                                         |
| 2009         | Melrose Place                              | Anton V.                        | Episodul: "Shoreline"                                                                              |
| 2009–11      | Southland                                  | Nate Moretta                    | 14 episoade                                                                                        |
| 2010         | The Deep End                               | Connor Smith                    | Episodul: "White Lies, Black Ties"                                                                 |
| 2010         | The Mentalist                              | Victor Bandino                  | Episodul: "The Red Box"                                                                            |
| 2010         | Psych                                      | Dane Northcutt                  | Episodul: "Ferry Tale"                                                                             |
| 2010         | Parenthood                                 | Mike                            | 3 episoade                                                                                         |
| 2010         | Law & Order: Special Victims Unit          | Victor Ramos                    | Episodul: "Branded"                                                                                |
| 2010–12      | True Blood                                 | Jesus Velazquez                 | 22 episoade                                                                                        |
| 2011         | Bones                                      | Hercules "El Tornado" Maldonado | Episodul: "The Change in the Game"                                                                 |
| 2011         | Hide                                       | Det. Bobby Dodge                | Film TV                                                                                            |
| 2012         | Breakout Kings                             | Benny Cruz                      | Episodul: "Cruz Control"                                                                           |
| 2012         | GCB                                        | Danny                           | Episodul: “Adam & Eve's Rib”                                                                       |
| 2013         | Golden Boy                                 | Christian Arroyo                | 13 episoade                                                                                        |
| 2013–14      | Arrow                                      | Sebastian Blood / Brother Blood | 12 episoade                                                                                        |
| 2015         | The Returned                               | Sheriff Tommy Solano            | 10 episoade                                                                                        |
| 2015         | Grey's Anatomy                             | Officer Dan Pruitt              | 3 episoade                                                                                         |
| 2016–21      | Lucifer                                    | Detective Daniel Espinoza       | 92 episoade; și regizor: "Once Upon a Time", "Spoiler Alert" și "Nothing Ever Changes Around Here" |
| 2016         | The Catch                                  | Nathan Ashmore                  | Episodul: "The Package"                                                                            |
| 2021–2024    | Arcane                                     | Jayce (voce)                    | 18 episoade                                                                                        |
| 2022–prezent | Fire Country                               | Captain Manny Perez             | Rol principal                                                                                      |

### Web
| An   | Serial          | Rol    |
| ---- | --------------- | ------ |
| 2008 | Gemini Division | Amasso |